# Jonvätska
En jonvätska är i princip vilken vätska som helst som huvudsakligen består av positiva och negativa joner, till exempel en smälta av ett salt som natriumklorid. Normalt används emellertid begreppet endast om föreningar vilkas smältpunkt är under cirka 100 °C, för att skilja dem från mera typiska saltsmältor. Smältpunkten är låg i föreningar där antingen den ena eller bägge jonslagen är stora. De kan vara oorganiska eller organiska komplexjoner.
Jonvätskor karakteriseras av att de har låga ångtryck och därför är mycket svåra att destillera. De är normalt inte eldfängda. De är goda ledare för elektricitet och är ofta svåra att oxidera och reducera. De löser oftast polära ämnen såsom salter och andra vattenlösliga ämnen väl, medan de inte löser opolära ämnen såsom kolväten, varför de lämpar sig för extraktion till och från organiska lösningsmedel.
Jonvätskor har under de senaste decennierna rönt intresse eftersom man hoppas att de ska kunna ersätta klororganiska föreningar som lösningsmedel i olika industriella processer. Deras ringa ångtryck och ofta stora termiska stabilitet skulle innebära mindre risk för utsläpp till luften. Det finns också stora möjligheter att skräddarsy deras egenskaper genom att variera anjonerna och de organiska sidokedjorna i katjonerna.